# Banff International Research Station
Das Banff International Research Station (BIRS) for Mathematical Innovation and Discovery wurde 2003 eingerichtet. Als unabhängiges Forschungsinstitut für Mathematik dient es als nordamerikanisches Gegenstück zum in Europa angesiedelten Mathematischen Forschungsinstitut Oberwolfach.  Das unter der Abkürzung BIRS bekannte Forschungsinstitut beherbergt jedes Jahr ca. 2000 Wissenschaftler, um diesen wissenschaftliche Zusammenarbeit in der Mathematik und in mathematiknahen Wissenschaften zu ermöglichen.

## Forschungstätigkeit
Im BIRS wird entweder im Bereich der reinen Mathematik, der angewandten Mathematik oder in anderen Wissenschaftsfeldern im Bereich ihrer Überschneidung mit der Mathematik geforscht.

“BIRS embraces all aspects of the mathematical, computational and statistical sciences from the most fundamental challenges of pure and applied mathematics, theoretical and applied computer science, statistics, and mathematical physics, to financial and industrial mathematics, as well as the mathematics of information technology, and the life sciences.”

„BIRS nimmt sich aller Aspekte der Mathematik, der Informatik und der Statistik an – von den grundlegendsten Herausforderungen der reinen und angewandten Mathematik, der theoretischen und angewandten Informatik, der Statistik, der mathematischen Physik, bis hin zu Finanzmathematik und Industrie-Mathematik, genauso wie der Mathematik der Informationstechnologie und der Lebenswissenschaften.“

Es gibt wissenschaftliche Veröffentlichungen, die sich auf Vorträge und Treffen im BIRS oder auf Berichte aus dem BIRS beziehen.

## Forschungsprogramm
BIRS ermöglicht fünf Arten von Zusammenkünften:
1. 5-tägige Workshops: Diese bilden das Kernprogramm des BIRS, mit bis zu 42 Teilnehmern pro Workshop, 48 Wochen pro Jahr. Einige Workshops haben nur 21 Teilnehmer, so dass zwei solche Workshops parallel in derselben Woche im BIRS stattfinden können.
2. 2-tägige Workshops: Wochenendworkshops mit typischerweise 25 Teilnehmern, die meist aus der Umgebung in Alberta und British Columbia kommen.
3. Gezielte Forschungsgruppen:  Bis zu 8 Leute aus verschiedenen Institutionen kommen für ein bis zwei Wochen zusammen und arbeiten an einem spezifischen Problem oder bringen ein größeres Projekt zu Ende.
4. Forschungsteams:  Zwei bis vier Leute aus verschiedenen Institutionen kommen für ein bis zwei Wochen zusammen und konzentrieren sich auf ihre Forschung.
5. Sommerakademien und Lehrgänge: Weiterbildungsveranstaltungen für bis zu 40 Studenten mit bis zu 14-tägiger Dauer.

Das Kernprogramm aus 5-tägigen Workshops wird zwei Jahre im Voraus erstellt. Jeden Sommer gibt das BIRS einen Aufruf für Vorschläge heraus, der die wissenschaftliche Gemeinschaft der Welt um Vorschläge für Workshops bittet. Der Wettbewerb um die Zeitfenster im BIRS in den 48 zur Verfügung stehenden Wochen nahm zu: Während für das Programm des Jahres 2003 noch 79 Vorschläge für Veranstaltungen eingingen, waren es für das Programm des Jahres 2014 bereits 168. Ein Peer-Review-Verfahren durch Experten geht der Erstellung des wissenschaftlichen Programms für ein gegebenes Jahr voraus.
Sommerakademien und Lehrgänge werden auf dieselbe Art wie die 5-tägigen Workshops vorgeschlagen und ausgewählt. Ein Beispiel für eine solche Sommerakademie ist etwa das International Mathematical Olympiad (IMO) training camp, das Gymnasiasten auf die Teilnahme am IMO-Wettbewerb vorbereitete. Vorschläge für andere Arten von Zusammenkünften müssen sich weniger stark im Wettbewerb gegen konkurrierende Vorschläge durchsetzen und können jederzeit über die BIRS-Website eingereicht werden.

## Ausstattung
BIRS belegt zwei Gebäude des Campus des Banff Centre im Banff National Park. Eines der Gebäude, die Corbett Hall, beherbergt die Teilnehmer und bietet neben Gästezimmern auch eine Lounge, eine Bibliothek und Arbeitsmöglichkeiten für kleinere Gruppen. Das andere Gebäude, der TransCanada PipeLines Pavilion, beherbergt Verwaltungsbüros, zwei Hörsäle und eine Reihe Räume für Arbeit oder Besprechungen in kleineren Gruppen. Als Teil des Banff Centre Campus bietet BIRS den teilnehmenden Wissenschaftlern vollen Zugang zu allen Einrichtungen und Dienstleistungen des Banff Centre.
Die Intention hinter dieser Ortswahl ist die Schaffung einer Atmosphäre, in der Wissenschaftler ihrem Alltag entkommen können, um sich ohne Ablenkungen völlig in ihre Forschungen zu versenken. Das Konzept des BIRS wird von Wissenschaftlern mit dem des Mathematischen Forschungsinstituts Oberwolfach oder mit dem des Schloss Dagstuhl – Leibniz-Zentrums für Informatik verglichen.

## Automatische Vortragsaufzeichnung
Im Jahre 2012 installierte das BIRS ein vollautomatisches System zur Aufzeichnung der Vorträge. Dieses System ermöglicht das Streaming und die Aufzeichnung von Videos der Vorträge, die im Hauptvortragssaal stattfinden. Die Videoaufnahmen werden automatisch einige Minuten nach dem Ende des Vortrags auf der BIRS-Website ins Internet eingestellt. Die Nutzung des Systems ist freiwillig und kann durch den Vortragenden zu Beginn seines Vortrages über einen Touchscreen im Vortragssaal aktiviert werden. Das Aufzeichnungssystem des BIRS verwendet hochwertige Kameras um sicherzustellen, das kreidegeschriebene Formeln auf den Tafeln lesbar sind. Im Vortragssaal eingebaute Mikrophone und Systeme zum Soundprocessing erfassen sowohl den Vortragenden als auch Fragen der Zuhörer.
Kürzlich entstandene Aufnahmen aus dem BIRS sind auch über ein iTunes-podcast-Verzeichnis abrufbar.

## Finanzierung
Das BIRS wird durch Regierungsgelder von vier Behörden finanziert:
1. Von der kanadischen Bundesregierung, über den Natural Sciences and Engineering Research Council (NSERC)[1]
2. Von der Provinzregierung Albertas, über die Alberta Science and Research Authority (ASRA)[10]
3. Von der Regierung der Vereinigten Staaten, über die National Science Foundation (NSF)[11]
4. Von Mexicos Consejo Nacional de Ciencia y Tecnología (CONACYT)[12]